# Charles H. Bennett
Charles Henry Bennett (New York, 1943) è un fisico e crittografo statunitense, che lavora nei laboratori di ricerca dell'IBM.

## Biografia
I suoi lavori recenti sono consistiti nel riesame delle basi fisiche dell'informazione e l'applicazione della fisica quantistica ai problemi del flusso di informazioni. I suoi lavori hanno svolto un ruolo importante nel collegamento tra la fisica e l'informazione.
Appena arrivato all'IBM nel 1972 ha approfondito il lavoro di Rolf Landauer mostrando come una computazione può essere compiuta da un apparato reversibile logicamente e termodinamicamente, nel 1982 propose una reinterpretazione del diavoletto di Maxwell attribuendo la sua inabilità di violare la seconda legge della termodinamica al costo di distruggere, anziché acquisire, informazione.
Nel 1984 lavorò ad un progetto di crittografia quantistica presso l'Università di Montréal con Gilles Brassard ottenendo la prima dimostrazione funzionante di crittografia quantistica: il protocollo BB84.
Nel 1993 Bennett e Brassard, in collaborazione con altri scienziati, scoprirono il teletrasporto quantistico, una tecnica nell'ambito dell'informatica quantistica che permette, sotto certe restrizioni, di trasferire uno stato quantistico in un punto arbitrariamente lontano.